# Посёлок центрального отделения совхоза имени Ильича
Посёлок центрального отделения совхоза имени Ильича — посёлок Грязновского сельского поселения Михайловского района Рязанской области России.

## Общие сведения

### География
Посёлок находится на р. Волосовке.

### Транспорт
В 4 км на юго-западе находится железнодорожная станция Лужковская Московской железной дороги участка Ожерелье — Павелец.
В 6 км на северо-востоке проходит федеральная трасса E 119 M6 Москва — Тамбов — Волгоград — Астрахань.
Через село проходит автобусный маршрут №106 до г. Михайлов.

### Население
| 1859 | 2010 |
| ---- | ---- |
| 239  | ↗506 |

### Климат
Климат умеренно континентальный, характеризующийся тёплым, но неустойчивым летом, умеренно-суровой и снежной зимой. Ветровой режим формируется под влиянием циркуляционных факторов климата и физико-географических особенностей местности. Атмосферные осадки определяются главным образом циклонической деятельностью и в течение года распределяются неравномерно.
Согласно статистике ближайшего крупного населённого пункта — г. Рязани, средняя температура января −7.0 °C (днём) / −13.7 °C (ночью), июля +24.2 °C (днём) / +13.9 °C (ночью).
Осадков около 553 мм в год, максимум летом.

## История
Село выделилось из села Феняево.
Впервые упоминается в 1594/1597 гг. как деревня Коровино Моржевского стана.
В конце XVII века Коровино уже имело свою приходскую Покровскую церковь, впервые обложенную данью в 1685 году.
При селе находилось имение княгини Н. М. Гагариной.
В имении было 1611 га, из них более 273 га леса.
Хозяйство велось при 4-х польном севообороте, имелся небольшой завод рысистых лошадей и стадо молочного скота, половина которого симментальской породы, и винокуренный завод, выкуривающий 861 кубометр спирта. Сад, в котором преобладали яблоки, занимал 12 га (3000 корней, кроме ягодных).

## Известные уроженцы
- Терский, Виктор Николаевич (1898—1965) — сотрудник и продолжатель дела А. С. Макаренко.

## Церковь Покрова Богородицы
Когда-то существовавшая каменная церковь построена в XVIII веке помещиком Г. М. Коробьиным.
К трапезной пристроена колокольня, которая просуществовала до 1859 года, а затем за ветхостью была разобрана.
В 1888 году начата постройка новой колокольни.
Вокруг церкви находилась каменная ограда с решёткой.
Церковь имела крестообразную форму с полукруглым алтарём.
Над стеною между трапезной и средней частью храма были устроены хоры.
Ценности и документы
- Иконостасы нового устройства.
- Древних и чем-либо достопримечательных предметов в церкви не сохранилось.
- метрические книги — с 1783 года.
- приходорасходные книги — с 1871 года.
- обыскные книги — с 1856 года.
- опись церковного имущества, составленная в 1874 году и план на церковную землю.
- Церковная библиотека учреждена в 1873 году и содержала около 50 книг.

Престолы
- главный — Покрова Пресвятой Богородицы
- придельный — преподобного Сергия Радонежского (1888 год).